# Rei vindicatio
De rei vindicatio is in het Romeinse recht de actio van degene die stelt eigenaar te zijn, tegen de bezitter van een zaak. De overeenkomstige rechtsfiguur in het hedendaagse recht wordt revindicatie genoemd.
Doel van de rei vindicatio was enerzijds het vaststellen van het eigendom van de zaak en anderzijds het terugbrengen van de zaak in de macht van de eigenaar, dan wel schadevergoeding.
Als gedaagde in de procedure kon doorgaans slechts de bezitter van de zaak optreden en niet de houder, nu de houder de zaak immers niet voor zichzelf onder zich heeft, maar voor een derde.
Omdat de rei vindicatio een actio in rem was, kon de bezitter niet gedwongen worden tot deelname aan het eigendomsproces. Verscheen de bezitter niet in het proces, dan kon de eiser  een actio ad exhibendum instellen, om deze tot afgifte van de betreffende zaak te verplichten.